# Clonophis kirtlandii
Genre
Espèce
Synonymes
- Regina kirtlandii Kennicott, 1856

Statut de conservation UICN

 NT  : Quasi menacé
Clonophis kirtlandii, unique représentant du genre Clonophis, est une espèce de serpents de la famille des Natricidae.

## Répartition
Cette espèce est endémique du Nord-Est des États-Unis. Elle se rencontre en Illinois, en Indiana, en Ohio, dans le sud du Michigan, dans le Centre-Nord du Kentucky et dans l'ouest de la Pennsylvanie.

## Description
C'est un serpent vivipare.

## Étymologie
Cette espèce est nommée en l'honneur de Jared Potter Kirtland.

## Publications originales
- Cope, 1888 : On the snakes of Florida. Proceedings of the United States National Museum, vol. 11, p. 381-394 (texte intégral).
- Kennicott, 1856 : Description of a new snake from Illinois. Proceedings of the Academy of Natural Sciences of Philadelphia, vol. 8, p. 95-96 (texte intégral).